# Poropanchax hannerzi
Poropanchax hannerzi är en fiskart som först beskrevs av Scheel, 1968.  Poropanchax hannerzi ingår i släktet Poropanchax och familjen Poeciliidae. Inga underarter finns listade i Catalogue of Life.